# Vela nos Jogos Olímpicos de Verão de 1948
As competições da vela nos Jogos Olímpicos de Verão de 1948 foram disputadas entre os dias 3 e 12 de agosto daquele ano em Torbay, no condado de Devon, no sudoeste da Inglaterra. O programa de 1948 consistia num total de cinco classes (disciplinas) de vela. Para cada uma das classes do evento foram sete regatas. A navegação foi realizada nos percursos olímpicos do tipo triangular. A partida foi feita no centro de um conjunto de oito marcas numeradas que foram colocadas em um círculo. Durante o procedimento de largada, a sequência das marcas foi comunicada aos velejadores. Ao escolher a marca que estava mais contra o vento, a largada sempre poderia ser feita contra o vento.

## Local
Conforme citado no relatório oficial, "Torbay foi, talvez, uma escolha inevitável como local. Está exposto apenas a ventos de leste, que são raros no verão. Além disso, é notavelmente livre de fortes marés e correntes e outros perigos à navegação, e assim não há nada ou quase nada a ser obtido do "conhecimento local" que é tão lucrativo em águas difíceis". O evento de vela teve uma cerimônia de abertura separada que aconteceu em Torbay, devido à distância de Londres. A abertura foi feita pelo presidente do Comitê Olímpico Internacional, Sigfrid Edström.

## Participantes

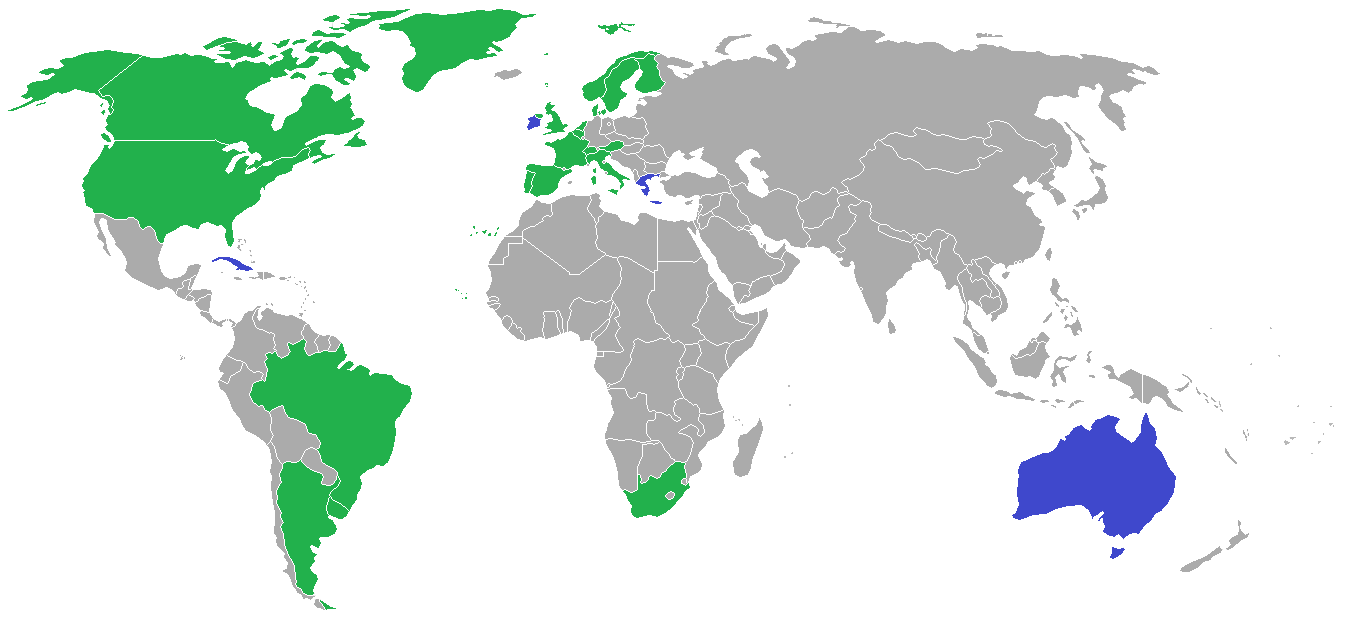
Países participantes da vela nos Jogos Olímpicos de 1936.
Países que participaram pela primeira vez.
Países que já participaram em outras edições.

Foi permitido apenas um barco por país por classe:
- ARG Argentina
- AUS Austrália
- AUT Áustria
- BEL Bélgica
- BRA Brasil
- CAN Canadá
- CHI Chile
- CUB Cuba
- DEN Dinamarca
- ESP Espanha
- FIN Finlândia
- FRA França
- GBR Grã-Bretanha
- GRE Grécia
- ITA Itália
- NED Países Baixos
- NOR Noruega
- POR Portugal
- RSA África do Sul
- SUI Suíça
- SWE Suécia
- USA Estados Unidos
- URU Uruguai

## Eventos
| Classe  | Tipo            | Local  | N.º de equipes | Primeira exibição |
| ------- | --------------- | ------ | -------------- | ----------------- |
| Firefly | bote            | Torbay | 21             | 1948              |
| Star    | barco de quilha | Torbay | 17             | 1932              |
| Swallow | bote            | Torbay | 14             | 1948              |
| Dragon  | bote            | Torbay | 12             | 1948              |
| 6 Metre | barco de quilha | Torbay | 11             | 1908              |

## Medalhistas
| Evento           | Ouro                                                                                   | Prata | Bronze                                                                          |
| ---------------- | -------------------------------------------------------------------------------------- | --- | ------------------------------------------------------------------------------- |
| Firefly detalhes | Paul Elvstrøm DEN Dinamarca                                                            | Ralph Evans USA Estados Unidos | Koos de Jong NED Países Baixos                                                  |
| Star detalhes    | Hilary Smart Paul Smart USA Estados Unidos                                             | Carlos de Cárdenas Carlos de Cárdenas Jr. CUB Cuba                                                                                           | Adriaan Maas Edward Stutterheim NED Países Baixos                               |
| Swallow detalhes | Stewart Morris David Bond GBR Grã-Bretanha                                             | Duarte de Almeida Bello Fernando Pinto Coelho Bello POR Portugal                                                                             | Lockwood Pirie Owen Torrey USA Estados Unidos                                   |
| Dragon detalhes  | Thor Thorvaldsen Haakon Barfod Sigve Lie NOR Noruega                                   | Folke Bohlin Gösta Brodin Hugo Johnson SWE Suécia                                                                                            | William Berntsen Klaus Baess Ole Berntsen DEN Dinamarca                         |
| 6 Metre detalhes | Herman Whiton Alfred Loomis Michael Mooney James Smith James Weekes USA Estados Unidos | Enrique Conrado Sieburger Emilio Homps Rodolfo Rivademar Rufino Rodríguez de la Torre Enrique Adolfo Sieburger Julio Sieburger ARG Argentina | Tore Holm Carl Robert Ameln Martin Hindorff Torsten Lord Gösta Salén SWE Suécia |

## Quadro de medalhas
| Ordem | País               | Medalha de ouro | Medalha de prata | Medalha de bronze |    | Ordem por total |
| ----- | ------------------ | --------------- | ---------------- | ----------------- | -- | --------------- |
| 1     | USA Estados Unidos | 2               | 1                | 1                 | 4  | 1               |
| 2     | DEN Dinamarca      | 1               |                  | 1                 | 2  | 2               |
| 3     | GBR Grã-Bretanha   | 1               |                  |                   | 1  | 3               |
| 3     | NOR Noruega        | 1               |                  |                   | 1  | 3               |
| 5     | SWE Suécia         |                 | 1                | 1                 | 2  | 2               |
| 6     | ARG Argentina      |                 | 1                |                   | 1  | 3               |
| 6     | CUB Cuba           |                 | 1                |                   | 1  | 3               |
| 6     | POR Portugal       |                 | 1                |                   | 1  | 3               |
| 9     | NED Países Baixos  |                 |                  | 2                 | 2  | 2               |
| TOTAL | TOTAL              | 5               | 5                | 5                 | 15 | —               |